# Petticoat Lane Market

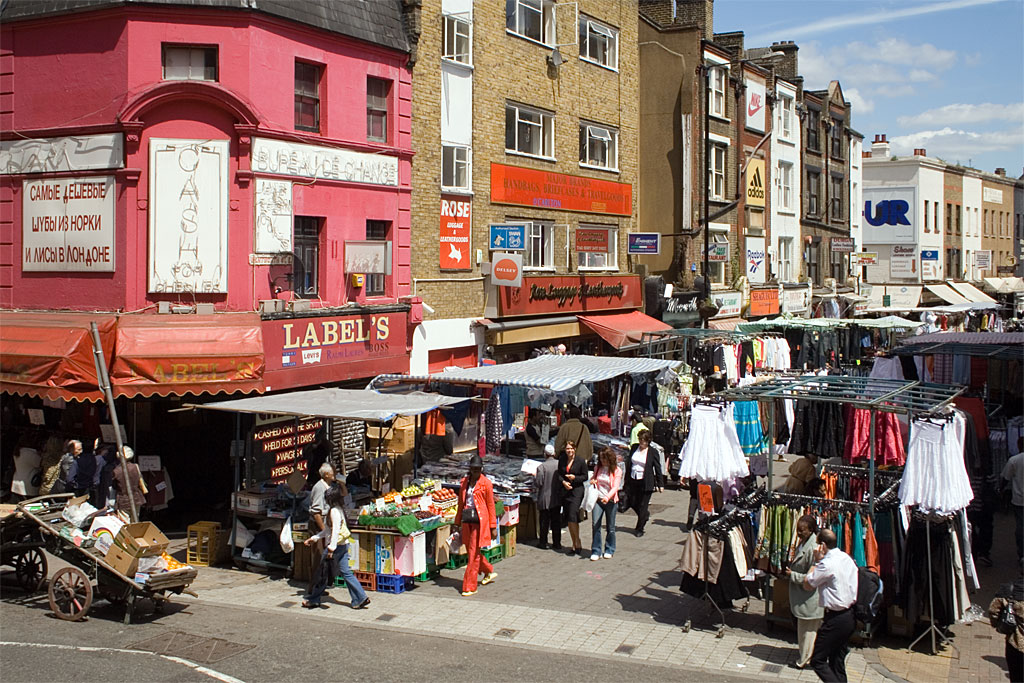
Petticoat Lane Market

De Petticoat Lane Market is een van de bekendste straatmarkten in Londen, en dankt zijn naam aan de lange geschiedenis als het centrum van de kledingruil.
Tijdens de regeringsperiode van koningin Victoria werd de naam van de straat veranderd naar het meer beschaafde Middlesex Street. Hoewel dit de officiële bestemming blijft, blijft de oude naam hangen en de markt op zondag die hier gehouden wordt. In de omliggende straten is het nog steeds bekend als de Petticoat Lane Market.
Ondanks pogingen om de markt op te heffen is het nog steeds een druk bezochte markt. Er is een groot aanbod van goederen, maar de meest verkochte zijn nog steeds kleren.
Aan het einde van de markt, vlak bij Aldgate East, is een gedeelte ingericht voor leren jassen. Omdat er geen prijskaartjes aanhangen moet je vaak proberen af te dingen.
De levendige markt, die duizenden lokale mensen en toeristen aantrekt elke zondag, heeft genoeg fastfoodrestaurants. Veel daarvan verkopen ook traditioneel Joods eten.